# Older
Older är George Michaels tredje studioalbum, utgivet den 13 maj 1996.

## Låtförteckning
Alla låtar är skrivna av George Michael, om inget annat anges.
1. "Jesus to a Child" – 6:51
2. "Fastlove" (George Michael, Jon Douglas) – 5:24
3. "Older" – 5:33
4. "Spinning the Wheel" (George Michael, Jon Douglas) – 6:21
5. "It Doesn't Really Matter" – 4:50
6. "The Strangest Thing" – 6:01
7. "To Be Forgiven" – 5:21
8. "Move On" – 4:45
9. "Star People" – 5:16
10. "You Have Been Loved" (George Michael, David Austin) – 5:30
11. "Free" – 3:00

## Singlar
- "Jesus to a Child" (13 januari 1996)
- "Fastlove" (22 april 1996)
- "Spinning the Wheel" (19 augusti 1996)
- "Older" / "I Can't Make You Love Me" (20 januari 1997)
- "Star People '97" (28 april 1997)
- "You Have Been Loved" / "The Strangest Thing '97" (8 september 1997)